# مرکز ملی کودکان مفقود و مورد سوء استفاده قرار گرفته
مرکز ملی کودکان مفقود و مورد سوء استفاده قرار گرفته (انگلیسی: National Center for Missing and Exploited Children)سازمانی خصوصی و غیرانتفاعی است که در سال ۱۹۸۴ توسط کنگره ایالات متحده آمریکا تأسیس شد. در سپتامبر ۲۰۱۳ مجلس نمایندگان ایالات متحده آمریکا، مجلس سنای ایالات متحده آمریکا و رئیس‌جمهور ایالات متحده آمریکا تخصیص ۴۰ میلیون دلار به عنوان بخشی از قانون تمدید یاری رسانی به کودکان گم‌شده موافقت کردند.